# Petalidium variabile
Petalidium variabile är en akantusväxtart som först beskrevs av Adolf Engler, och fick sitt nu gällande namn av C.B. Cl.. Petalidium variabile ingår i släktet Petalidium och familjen akantusväxter. Utöver nominatformen finns också underarten P. v. spectabile.